# Runcinia multilineata
Runcinia multilineata es una especie de araña cangrejo del género Runcinia, familia Thomisidae. Fue descrita científicamente por Roewer en 1961.

## Distribución
Esta especie se encuentra en Senegal.

## Tratamiento taxonómico
La especie aparece registrada y publicada en Opilioniden und Araneen, In Le Parc National de Niokolo-Koba, 2. Mémoires de l’Institut Français d’Afrique Noire 62: 33–81.